# Saint Johns (Arizona)
Saint Johns város az USA Arizona államában, Apache megyében, melynek megyeszékhelye is. Lakosainak száma 3417 fő (2020. április 1.).

## Népesség
A település népességének változása:
| Lakosok száma | 546  | 3480 | 3417 |
|               | 1880 | 2010 | 2020 |